# Genista parnassica
Genista parnassica là một loài thực vật có hoa trong họ Đậu. Loài này được Halacsy miêu tả khoa học đầu tiên.